# إن جي سي 770 (مجرة)
NGC 770 هي مجرة إهليلجية في كوكبة الحمل. تبعد حوالي 120 مليون سنة ضوئية عن مجرة درب التبانة ويبلغ قطرها حوالي 36000 س.ض. NGC 770 مرتبطة جاذبيًا بـ NGC 772. تم اكتشاف المجرة في 3 نوفمبر 1855 بواسطة RJ Mitchell.